# نونیتو دونایره
نونیتو دونایره (انگلیسی: Nonito Donaire؛ زادهٔ ۱۶ نوامبر ۱۹۸۲) بوکسور اهل فیلیپین است.